# نادرة ورقية
نادرة ورقية (الاسم العلمي: Anaphyllum)، جنس نباتات مُزهرة من فصيلة اللوفية. يتكون من نوعين، توجد في المستنقعات. مواطنها كيرالا وتاميل نادو في الهند.